# Chiesa dell'Immacolata e San Vincenzo
La chiesa dell'Immacolata e San Vincenzo e l'annesso convento, sono stati fondati a Napoli nel XVIII secolo. La struttura si erge in piazzetta San Vincenzo, nel Rione Sanità. Fu chiusa al culto nel 1861 e fu riaperta solo nel 1975 dando spazio ad attività di formazione Culturale e Teatrale.

## Descrizione
Il tempio venne fondato allorquando padre Gregorio Maria Rocco, da Chiaia, si trasferì in questa zona; quindì inaugurò la costruzione del nuovo complesso che avrebbe potuto ospitare fino 250 fanciulle.
La chiesa fu edificata dopo la distruzione di quella precedente (intitolata Santa Maria di Nazareth); per opera di Bartolomeo Vecchione (che fu l'artefice anche delle abitazioni poste sul lato sinistro della via San Vincenzo) nel 1758. Nell'ipogeo della chiesa vi è uno spazio in cui sono stati raccolti i corpi della peste del 1656; il luogo è grande quanto l'interna pianta della chiesa.
Il principale tesoro che custodisce la chiesa è un dipinto di Pietro Bardellino, rappresentante San Vincenzo Ferreri intercede presso l'Immacolata, datato 1754.
Nel presbiterio, rivestito di stucchi di epoca settecentesca, vi è il sepolcro e la lapide sepolcrale di Sabato Manso (1747).
Sulla destra della chiesa è visibile la facciata dell'ex-convento di San Vincenzo Ferreri.
Nella chiesa sono esposti anche il monumento di Francesco Pagano (1741) e la lapide sepolcrale (1750) del benefattore Sabato Manzo che destinò i fondi alla costruzione della chiesa.